# Semproniano
Semproniano is een gemeente in de Italiaanse provincie Grosseto (regio Toscane) en telt 1278 inwoners (31-12-2004). De oppervlakte bedraagt 81,3 km², de bevolkingsdichtheid is 16 inwoners per km².
De volgende frazioni maken deel uit van de gemeente: Catabbio, Cellena, Petricci, Rocchette di Fazio.

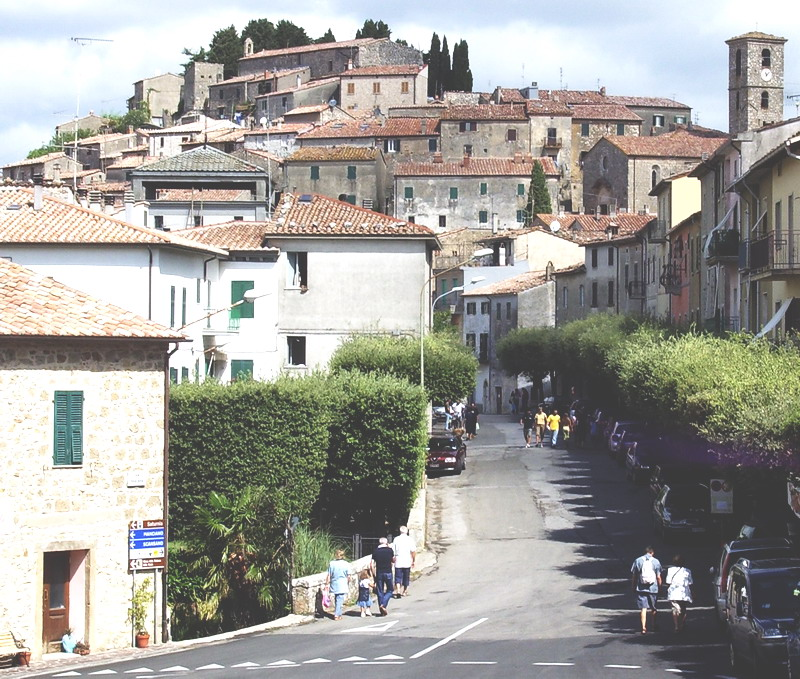
Semproniano
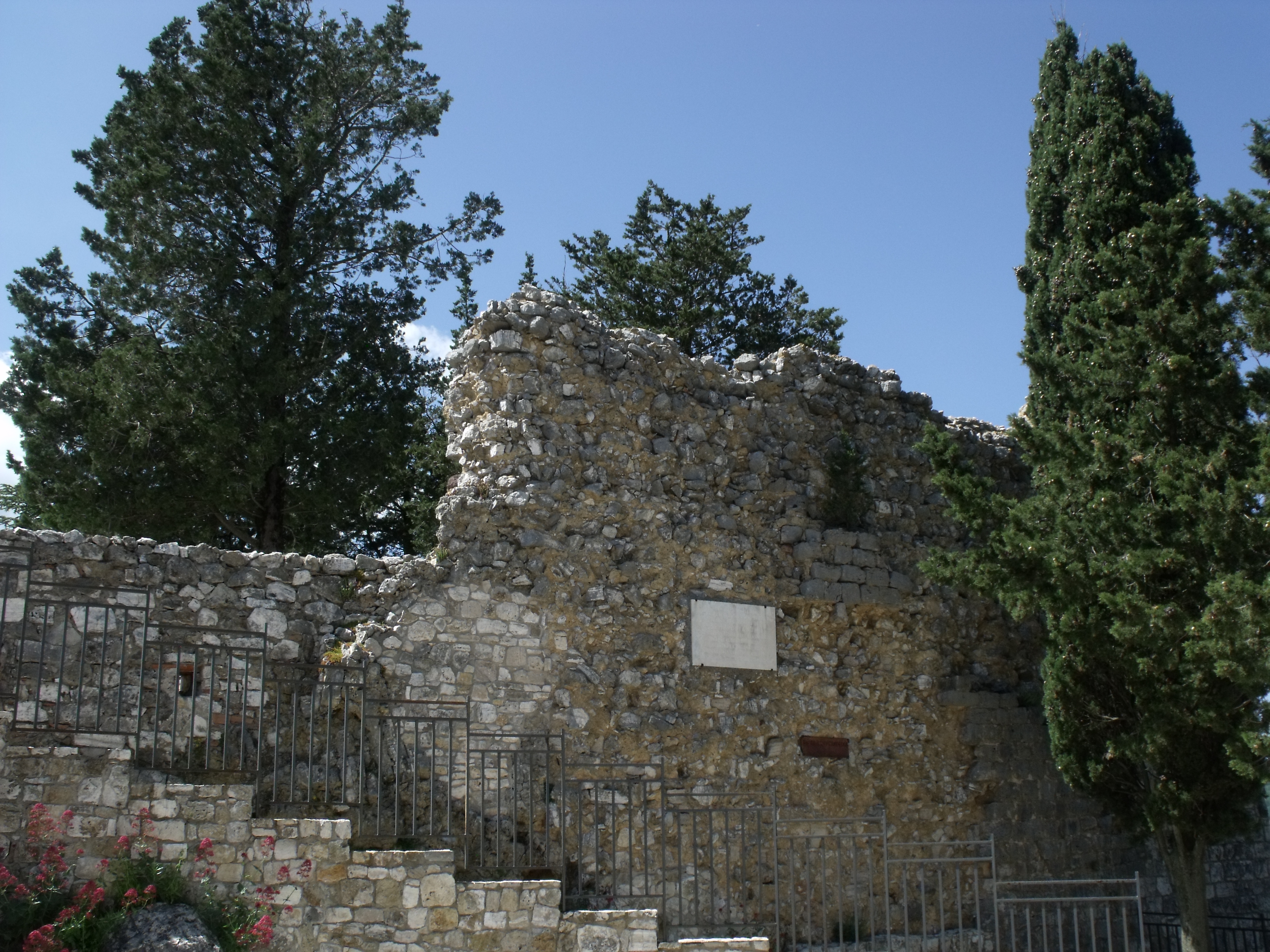
Kasteel Aldobrandesca
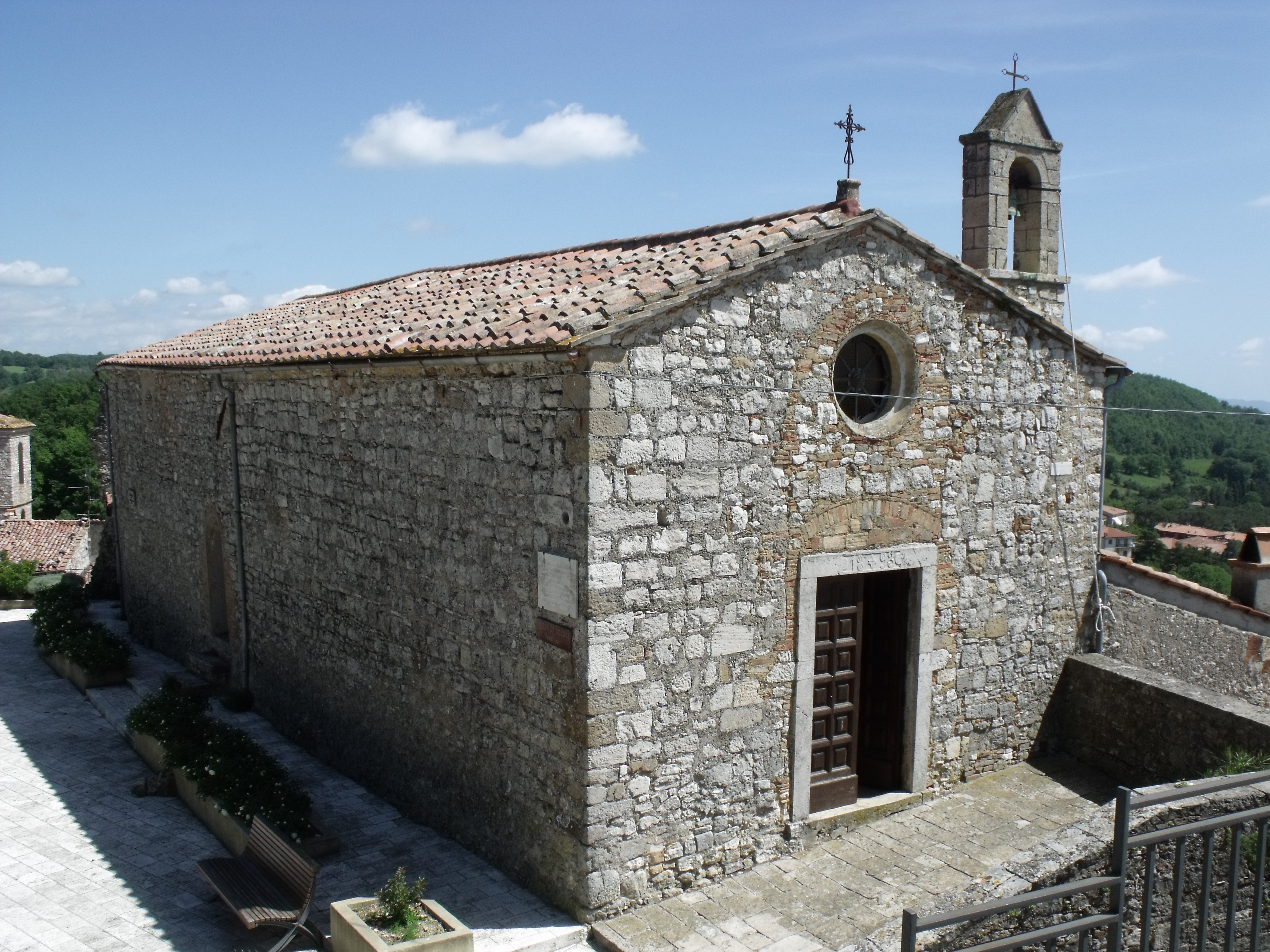
Santa Croce

## Demografie
Semproniano telt ongeveer 663 huishoudens. Het aantal inwoners daalde in de periode 1991-2001 met 9,3% volgens cijfers uit de tienjaarlijkse volkstellingen van ISTAT.
| Jaar | Inwoneraantal |
| ---- | ------------- |
| 1991 | 1462          |
| 2001 | 1326          |

## Geografie
De gemeente ligt op ongeveer 301 meter boven zeeniveau.
Semproniano grenst aan de volgende gemeenten: Castell'Azzara, Manciano, Roccalbegna, Santa Fiora, Sorano.